# Amphisbaena supernumeraria
Amphisbaena supernumeraria là một loài bò sát trong họ Amphisbaenidae. Loài này được Mott, Rodrigues & Dos Santos mô tả khoa học đầu tiên năm 2009.